# میریانا جوریتسا

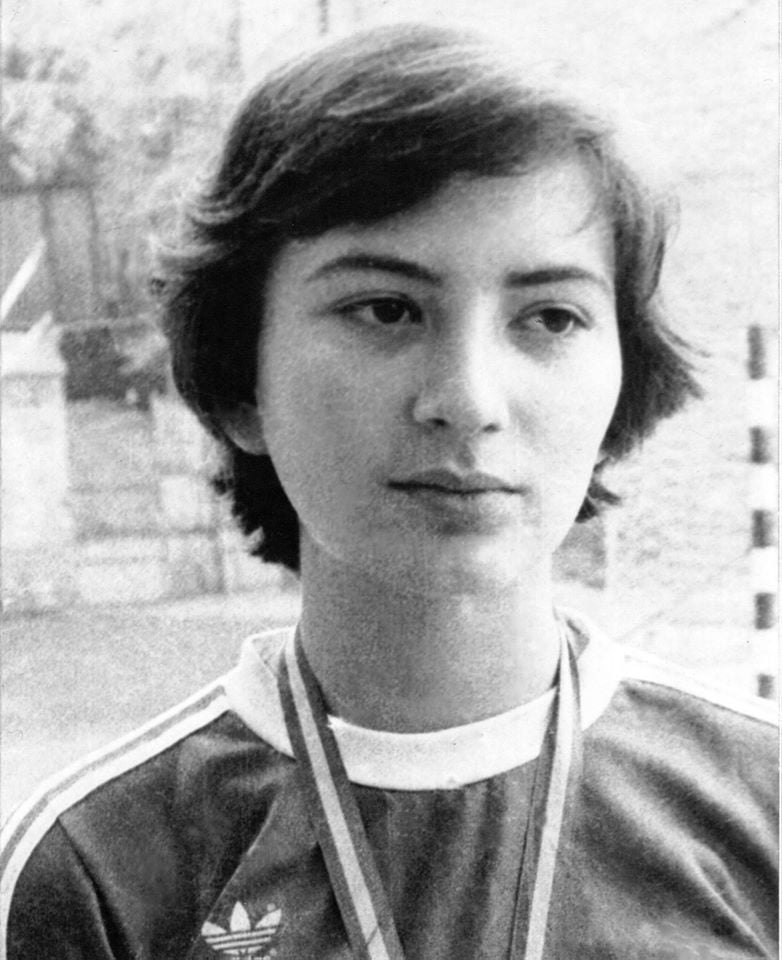
میریانا جوریتسا در سنین جوانی

میریانا جوریتسا (سیریلیک صربی: Мирјана Ђурица؛ زادهٔ ۱۱ مارس ۱۹۶۱) بازیکن هندبال اهل یوگسلاوی بود.